# Schöllenenbahn
La Schöllenenbahn (Göschenen-Andermatt) AG (ted. Società per Azioni della Ferrovia della Schöllenen (Göschenen-Andermatt), acronimo SchB) era una società per azioni svizzera, costituita il 24 giugno 1912 ad Altdorf, con sede ad Andermatt, allo scopo di costruire ed esercire la breve ferrovia della Schöllenen, progettata per congiungere la località turistica di Andermatt all'importante ferrovia del Gottardo.
Nel 1925, in seguito all'apertura della linea Briga–Disentis esercita dalla BFD, la SchB iniziò una collaborazione con tale società (poi confluita nella FO), fino ad esservi incorporata con delibera dell'assemblea dei soci del 16 dicembre 1961.